# Попов, Маркиан Михайлович
Маркиа́н Миха́йлович Попо́в (2 [15] ноября 1904 — 22 апреля 1969) — советский полководец Великой Отечественной войны, генерал армии. Герой Советского Союза (7 мая 1965 года).

## Ранние годы
Родился в Усть-Медведицкой области Войска Донского. Русский.
Его отец, Михаил Петрович Попов, был сыном надворного советника, одно время служившего исправником в городах Новоржеве и Порхове Псковской губернии. По окончании Московского университета в 1900 году Михаил Петрович Попов женился на Марии Алексеевне Соловской, дочери секретаря уездного Новоржевского дворянского собрания. Некоторое время М. П. Попов служит в Пробирной палате мер и весов в Москве, затем в Харькове, потом учителем реального училища в Усть-Медведицке. В 1904 году родился сын Маркиан.

Официально датой рождения М. М. Попова указывается 1902 год, однако, по свидетельству его родственника писателя Антонина Александровича Попова, Маркиан прибавил себе два года, чтобы попасть в Красную Армию:
И вопреки официальной дате не в 1902, а в 1904 году 15 ноября, о чём свидетельствует его отец: «… в доме ветеринарного врача Кораблевского, что за оврагом…, родился Маркиан 1904 года 2 ноября ст. стиля, утром. По этому случаю я пропустил урок в женской гимназии». Это письменно подтверждают и сёстры Маркиана Михайловича Валентина и Лидия, и автор настоящего эссе. Он прибавил себе два года, чтобы попасть в Красную Армию. По сообщению официальных органов, подлинного документа о дате его рождения не сохранилось. 
Его младший брат Пётр Михайлович Попов — генерал-майор-инженер, конструктор зенитных комплексов, лауреат Сталинской премии.

## Гражданская война и межвоенный период
В Красной Армии с 6 мая 1920 года, служил красноармейцем 242-го Волжского полка 27-й стрелковой дивизии, с 18 февраля 1921 года — политруком 6-го ротного участка Псковского территориального полка. 16 июня 1921 года был направлен на учёбу, и в октябре этого года окончил 74-е пехотные Псковские курсы.
С 15 октября 1922 года служил в 11-й Петроградской стрелковой дивизии: помощник командира взвода сводной роты 33-го стрелкового полка, с 22 ноября 1922 года — командир взвода учебной роты XI дивизионной школы, с 2 января 1924 — помощник командира учебной роты XI дивизионной школы, с 5 октября 1924 — помощник начальника полковой школы 33-го стрелкового полка, с 25 февраля 1926 — начальник полковой школы 33-го стрелкового полка, с 1 октября 1927 — командир 2-го батальона 31-го стрелкового имени Урицкого полка, с 1 октября 1928 — преподаватель Школы переподготовки командиров запаса РККА при 33-м стрелковом полку. Во время службы в 11-й стрелковой дивизии в 1925 году окончил Стрелково-тактические курсы усовершенствования комсостава РККА имени III Коминтерна «Выстрел».
Главный маршал бронетанковых войск П. А. Ротмистров:

Фамилия Попов — широко распространённая в России. При разговоре с А. М. Василевским я не уточнил, какой из двух известных мне генералов Поповых командует 5-й ударной армией. И какова же была моя радость, когда я увидел своего старого сослуживца и друга Маркиана Михайловича Попова. Ещё в двадцатых годах нам довелось командовать ротами в одной дивизии. Я знал его как отличного строевого командира, превосходного спортсмена, остроумного и неизменно жизнерадостного человека. Это был, без преувеличения, один из талантливых военачальников. Не случайно уже в предвоенные годы он командовал Отдельной Краснознамённой Дальневосточной армией, затем войсками Ленинградского военного округа, а с началом войны — Северным фронтом.
С 1 октября 1929 года преподавал тактику в Ленинградской пехотной школе. Но в январе 1930 года возвращен в 11-ю стрелковую дивизию и назначен исполняющим должность начальника штаба моторизованного отряда 11-й стрелковой дивизии, в марте утверждён в должности. С 17 ноября 1931 по апрель 1932 года исполнял должность инспектора моторизации корпуса военно-учебных заведений Mосковского военного округа. Затем был направлен на учёбу.
В 1936 году окончил Военную академию имени М. В. Фрунзе. С мая 1936 года — начальник штаба 9-й отдельной механизированной бригады Ленинградского военного округа. С июля 1937 года — начальник штаба 5-го механизированного корпуса (Московский военный округ). С января 1938 года состоял для особых поручений при начальнике Управления по командному и начальствующему составу РККА. С июня 1938 года — заместитель командующего 1-й Краснознамённой армией на Дальнем Востоке. С сентября 1938 года — начальник штаба 1-й Отдельной Краснознамённой армии. С июля 1939 года по январь 1941 — командующий 1-й Отдельной Краснознамённой армией. С января 1941 года командующий войсками Ленинградского военного округа.

## Великая Отечественная война

### На Северо-Западе
С 24 июня по 27 августа 1941 — командующий войсками Северного фронта. После разделения фронта на два, с 27 августа по 5 сентября 1941 — командующий войсками Ленинградского фронта.

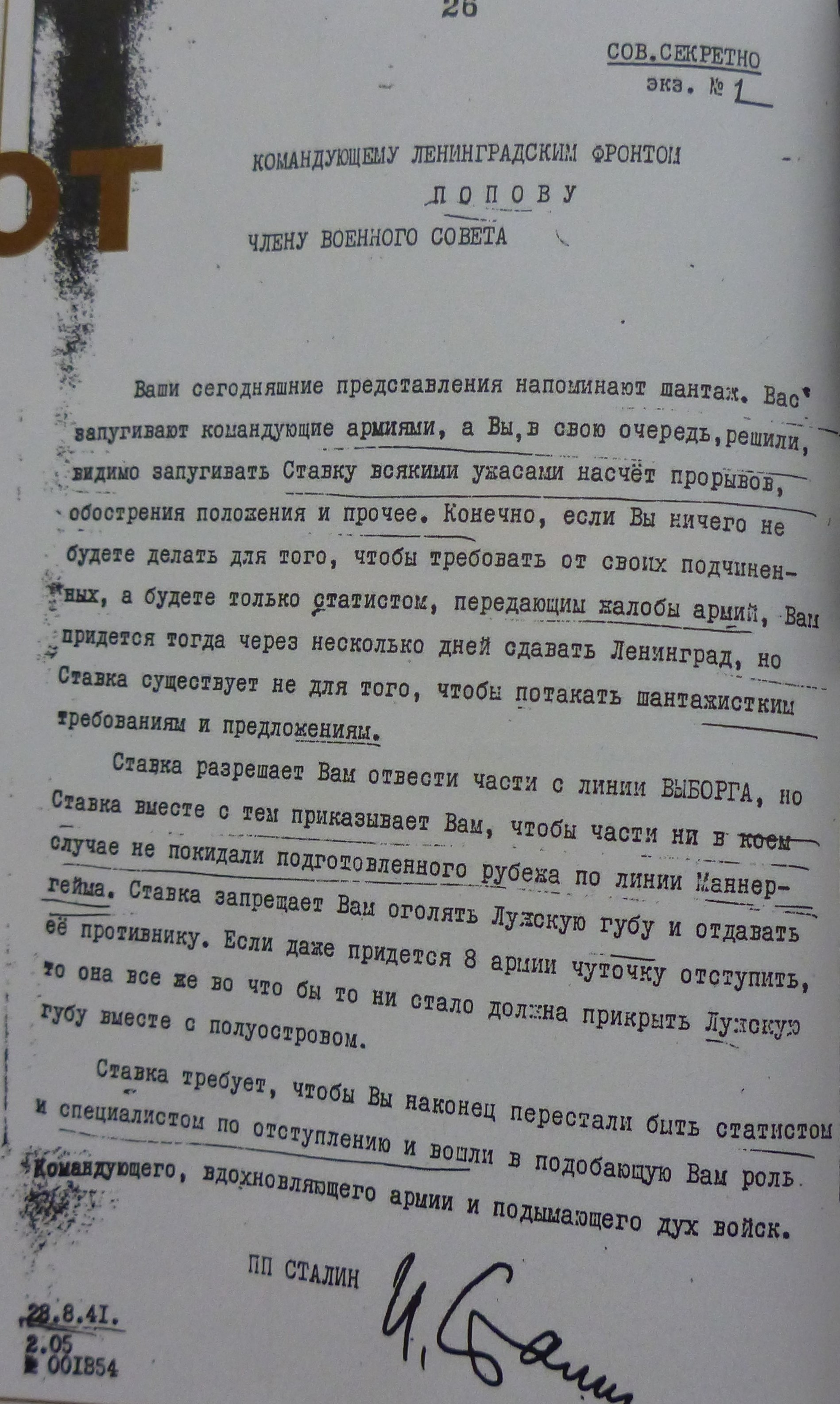
Письмо И. В. Сталина М. М. Попову от 28 августа 1941 года.

29 августа И. В. Сталин в телеграмме выехавшему в Ленинград Молотову:

Не кажется ли тебе, что кто-то нарочно открывает немцам дорогу на этом важном участке? Что за человек Попов? Чем, собственно, занят Ворошилов и в чём выражается его помощь Ленинграду? Я пишу об этом так как очень встревожен непонятным для меня бездействием ленинградского командования.

### На Юго-Западе
С 18 декабря 1941 года по 28 июня 1942 года с небольшим перерывом (30 января — 11 февраля 1942 года) — командовал войсками 61-й армии на Юго-Западном и Брянском фронтах.
С 28 июня по 3 июля 1942 года — командующий 48-й армией Брянского фронта.
С 3 июля 1942 года командовал войсками 40-й армии Брянского фронта, армию принял в тяжёлом положении от снятого предыдущего командующего М. А. Парсегова после прорыва на её стыке с 13-й армией немецких войск во время Воронежско-Ворошиловградской операции. Под их натиском 40-я армия отошла более чем на 150 километров. В дальнейшем фронт в полосе армии относительно стабилизировался. В сентябре 1942 года армия участвовала в наступательной операции в районе Воронежа, где командующий фронтом Н. Ф. Ватутин пытался разгромить всю воронежскую группировку противника, но в результате армия смогла только расширить занимаемый ею Чижевский плацдарм.
С 13 октября 1942 — заместитель командующего войсками Сталинградского фронта. На этой должности вместе с командующим А. И. Ерёменко участвовал в организации действий оборонявшихся войск в Сталинграде и в подготовке контрнаступления, начавшегося 20 ноября 1942 года, и его реализации. После успешного окружения группировки противника под Сталинградом М. М. Попов активно участвовал в организации управления войсками фронта по расширению полосы между внутренним и наружным фронтами окружения.
8 декабря 1942 года он возглавил 5-ю ударную армию с оставлением поста заместителя командующего фронтом. С этой армией, прибывшей из РГК, М. М. Попов участвовал в Котельниковской операции.
26 декабря 1942 года его ставят на должность заместителя командующего Юго-Западным фронтом. При этом 28 декабря ему поручают командование 5-й танковой армией Юго-Западного фронт с оставлением должности заместителя командующего фронтом.
В январе 1943 года он освобождён от должности и направлен в резерв Ставки.
Январь—апрель 1943 года — командующий войсками оперативной группы Юго-Западного фронта, сыгравшей значительную роль в операции «Скачок» (подвижная группа генерал-лейтенанта М. М. Попова) и в отражении последующего немецкого контрнаступления.
С 10 апреля по 15 апреля 1943 года — командующий войсками Резервного фронта 3-го формирования. 15 апреля того же года Резервный фронт переименовали в Степной военный округ.
С 5 июня по 10 октября 1943 года — командующий войсками Брянского фронта. В ходе Орловской операции войска фронта 5 августа 1943 года освободили город Орёл. В честь освобождения Орла и Белгорода впервые за время войны в Москве был дан салют. В Брянской наступательной операции в августе — сентябре 1943 года войска фронта под командованием М. Попова добились выдающихся результатов. В этой операции М. Попов предложил, отстоял и осуществил ввод войск в прорыв на участке соседнего Западного фронта, а затем ударом манёвренной группы разрезал оборону врага. Потери фронта в этой операции — одни из наиболее малых в аналогичных операциях советских войск (безвозвратные — 13033 человек, санитарные — 43 624 человек) при значительных результатах (продвижение до 200 километров, прорыв в Белоруссию, освобождение Брянска, Бежицы, форсирование рек Сож и Десна).

### Вновь на Северо-Западе
С 10 октября 1943 по 23 апреля 1944 года — командующий войсками Прибалтийского фронта (20 октября 1943 года Прибалтийский фронт был переименован во 2-й Прибалтийский фронт).
14 января 1944 года войска Ленинградского и Волховского фронтов начали Ленинградско-Новгородскую наступательную операцию. 2-й Прибалтийский фронт в начале операции выполнял отвлекающую функцию, не давая перебросить противнику войска на направление основного удара, активно действуя соединениями лишь 1-й ударной армии. В дальнейшем, когда соседи стали развивать успех, войска, вверенные М. М. Попову, активно участвовали в наступлении. Однако им не удалось вовремя обнаружить отход 16-й немецкой армии и воспрепятствовать ему. К 1 марта войска фронта по приказу Ставки перешли к обороне.
С 1 марта 1944 года соединения 2-го Прибалтийского фронта вели наступательные бои по прорыву немецкой линии обороны «Пантера». В ночь с 25 на 26 марта удалось форсировать реку Великая у деревни Чёртова Гора и создать так называемый «Стрежневский плацдарм». Попытка перейти в решительное наступление с этого плацдарма 7 апреля 1944 года не удалась, 10-я гвардейская и 1-я ударная армия понесли большие потери. К 20 апреля наступление окончательно выдохлось.
20 апреля 1944 года постановлением ГКО от 20 апреля 1944 года № ГКО-5689сс М. М. Попов был снят с должности командующего 2-м Прибалтийским фронтом и понижен в звании с генерала армии до генерал-полковника. Как указано в Постановлении, 2-й Прибалтийский фронт под командованием М. М. Попова за полгода провёл 14 армейских и фронтовых операций, несмотря на превосходство в силах над противников не добился существенных результатов и задач Ставки ВГК не выполнил. Обвинялся в том, что в мартовской операции 1944 года им «отход противника обнаружен не был, соприкосновение с ним утеряно, преследование велось вяло и медленно»; командование фронта «зазналось, критически в своим недостаткам и ошибкам не относится и уроков из этих ошибок не извлекает … критики не терпит. Указания представителей Ставки и Генштаба на недостатки в работе командования фронтом встречает в штыки». По мнению историка О. С. Смыслова, автора биографии М. М. Попова, главными причинами столь сурового и несправедливого наказания стали конфликты М. М. Попова с первым заместителем начальника Генерального штаба А. И. Антоновым и членом военного Совета 2-го Прибалтийского фронта Н. А. Булганиным, а не неудачные действия фронта. В части конфликта с Н. А. Булганиным такое утверждение очень сомнительно, поскольку Булганин был снят с должности члена Военного совета одновременно с Поповым и точно с такой же формулировкой «как не справившийся со своими обязанностями».
С 23 апреля того же года он был переведён на должность начальника штаба Ленинградского фронта.
Генерал-лейтенант Б. В. Бычевский, работник штаба Ленинградского фронта вспоминал:

А Маркиана Михайловича Попова — первого командующего нашим фронтом — судьба снова привела через два с половиной года в Ленинград. Когда начальники родов войск собрались у него на второй день после вступления в должность, он оглядел всех и с присущим ему юмором отметил:
— Что ж, товарищи, знакомые всё вижу лица! Правда, эти лица уже были генералами со многими орденами, но это не имело значения.
За разработку плана операции на Карельском перешейке М. М. Попов взялся с увлечением.
— Красивая будет операция, — заметил он как-то при обсуждении общего замысла.
Находясь на этом посту, он активно участвовал в организации действий войск фронтов во всех проводимых ими операциях. Это были Выборгско-Петрозаводская операция, в которой Ленинградский фронт участвовал своим правым крылом, Режицко-Двинская операция 2-го Прибалтийского фронта, Нарвская операция Ленинградского фронта, Мадонская операция 2-го Прибалтийского фронта, Прибалтийская операция, в которой участвовали оба фронта.
- С 4 по 9 февраля 1945 года М. М. Попов вновь командовал 2-м Прибалтийским фронтом. В марте 1945 года короткое время исполнял должность начальника штаба 2-го Прибалтийского фронта. Затем вновь руководил штабом Ленинградского фронта до конца войны.

## После войны

Могила Попова на Новодевичьем кладбище Москвы

После войны с 24 июля 1945 года командовал войсками Львовского военного округа, с 4 июня 1946 года — войсками Таврического военного округа.
А. Е. Голованов:

в 1951 году на Украине проводились большие штабные учения с участием ряда округов, где М. М. Попов, возглавляя «синих», так и не дал возможности «красным», несмотря на их значительное превосходство, одержать победы, вновь блеснув своим полководческим талантом.
3 августа 1953 года Попову М. М. было вторично присвоено воинское звание генерал армии.
С января 1955 года — заместитель начальника, а с июня 1956 года — начальник Главного управления боевой подготовки Сухопутных войск, с августа 1956 года — начальник Главного штаба — 1-й заместитель главнокомандующего Сухопутными войсками. С июля 1962 — военный инспектор—советник Группы Генеральных инспекторов Министерства обороны СССР. Депутат Верховного Совета СССР 2—6-го созывов.
Указом Президиума Верховного Совета СССР от 7 мая 1965 года «за умелое руководство войсками, мужество, отвагу и героизм, проявленные в борьбе с немецко-фашистскими захватчиками, и в ознаменование 20-летия победы советского народа в Великой Отечественной войне 1941—1945 гг.» генералу армии Попову Маркиану Михайловичу присвоено звание Героя Советского Союза с вручением ордена Ленина и медали «Золотая Звезда».
Погиб 22 апреля 1969 года от отравления бытовым газом на даче вместе с женой Серафимой Алексеевной.
Похоронен на Новодевичьем кладбище Москвы.

## Отзывы
Маршал А. М. Василевский:
Маркиан Михайлович Попов был человеком большого военного дарования, умел хорошо разбираться в оперативно-стратегических вопросах… Война застала его в должности командующего Северным, а затем Ленинградским фронтом, потом его служебная карьера оказалась изменчивой, как ни у кого. Приняв командование войсками Брянского фронта, он показал себя с лучшей стороны и вскоре был назначен командующим войсками 2-го Прибалтийского фронта. Известно и о том, что М. М. Попов являлся командующим двумя армиями и заместителем командующих Сталинградского и Юго-Западного фронтов.

Как видно, М. М. Попов во время войны то повышался по служебной должности, то спускался ниже. Начав войну командующим войсками Ленинградского фронта, заканчивает её начальником штаба того же фронта. То же самое происходило и с его воинскими званиями. В войну вступил в чине генерал-лейтенанта, в 1944 году получает звание генерала армии, а заканчивает войну генерал-полковником. И всё это при его исключительных способностях, при том, что он был разносторонне образованным военачальником, интересным собеседником и к тому же очень добрым человеком. Но его беда и горе — склонность к выпивке. Просто было больно смотреть, как он, волевой командир, так бесконтрольно вёл себя. М. М. Попова ценило Верховное Главнокомандование, с ним не раз вели серьёзный разговор в Политбюро ЦК партии. Но строгие внушения и обещания исправиться помогали лишь на какое-то время. Думаю, что не допущу ошибки, если скажу, что только этот недостаток помешал М. М. Попову в полной мере раскрыть свой военный талант.
Маршал И. С. Конев (в беседе с К. М. Симоновым):
После тридцать седьмого года Сталин приглядывался к оставшимся кадрам и брал на заметку людей, которых он собирался выдвигать, на которых собирался делать ставку в будущей войне. Сам он, Конев, ощущал себя одним из таких людей… К таким людям, по его мнению, принадлежали в равной мере Жуков, за выдвижением которого Сталин очень следил и выдвижению которого активно помогал; Павлов, который не оправдал ожиданий Сталина; Маркиан Попов, с которым Сталин тоже связывал большие надежды и не ошибался с точки зрения военных данных этого человека, но Попов сам помешал себе выдвинуться своим всё усиливавшимся год от года пьянством.
Гвардии генерал-полковник И. М. Чистяков:
Командующего 2-м Прибалтийским фронтом генерала Маркиана Михайловича Попова я хорошо знал. В отличие от большинства наших военачальников той поры М. М. Попов в детстве получил хорошее образование, прекрасно играл на рояле, и я ещё в ту пору с почтением и даже с некоторой долей зависти относился к его обширным знаниям, не  только военным, но и общим. На редкость уживчивый с людьми, Маркиан Михайлович как-то откровенно, если можно так сказать, любил своих товарищей, и они платили ему тем же.
.
Главный маршал авиации А. Е. Голованов:
Маркиан Михайлович был огромного таланта и эрудиции человек, самородок, имевший блестящие способности в военном деле. Будучи совсем молодым человеком, он ещё до войны командовал военным округом. Однако его слабость к «живительной влаге» и прекрасному полу всю жизнь, как говорится, вставала ему поперёк дороги…

Попов был назначен командующим. Войска Брянского фронта под его командованием успешно справились со своей задачей в Курской битве, и Маркиан Михайлович был назначен командующим другим фронтом уже в звании генерала армии. Однако здесь личные слабости Попова стали влиять на интересы дела, в результате он был освобождён от командования фронтом, понижен в звании до генерал-полковника и назначен на менее ответственную должность.
Генерал-майор, затем правозащитник П. Г. Григоренко
Заядлый спортсмен, стройный, подтянутый, белокурый, с благородными чертами лица, он выглядел совсем юным. Характер имел общительный, весёлый, то, что называют рубахой-парнем. В любой компании он был к месту. К людям относился тактично, чутко. В армии его любили — и офицеры, и солдаты. Ум имел быстрый, логического склада. Но в войну ему не повезло. Не то, что не было военного счастья на поле боя. Этого счастья долго ни у кого не было. Не в этом дело. Он был куда более умный командующий, чем многие другие, но его в кругах, близких к Сталину, а может просто сам Сталин, недолюбливали… К этому человеку сохранилось у меня самое большое уважение.

## Воинские звания
- капитан (30.12.1935)[18] ;
- майор (22.07.1937);
- полковник (17.02.1938);
- комбриг (14.06.1938)[19] ;
- комдив (25.04.1939)[20] ;
- комкор (13.08.1939)[21] ;
- генерал-лейтенант (04.06.1940)[22];
- генерал-полковник (23.04.1943)[23] ;
- генерал армии (26.08.1943)[24] ;
- генерал-полковник (20.04.1944);
- генерал армии (03.08.1953)[25] .

## Награды

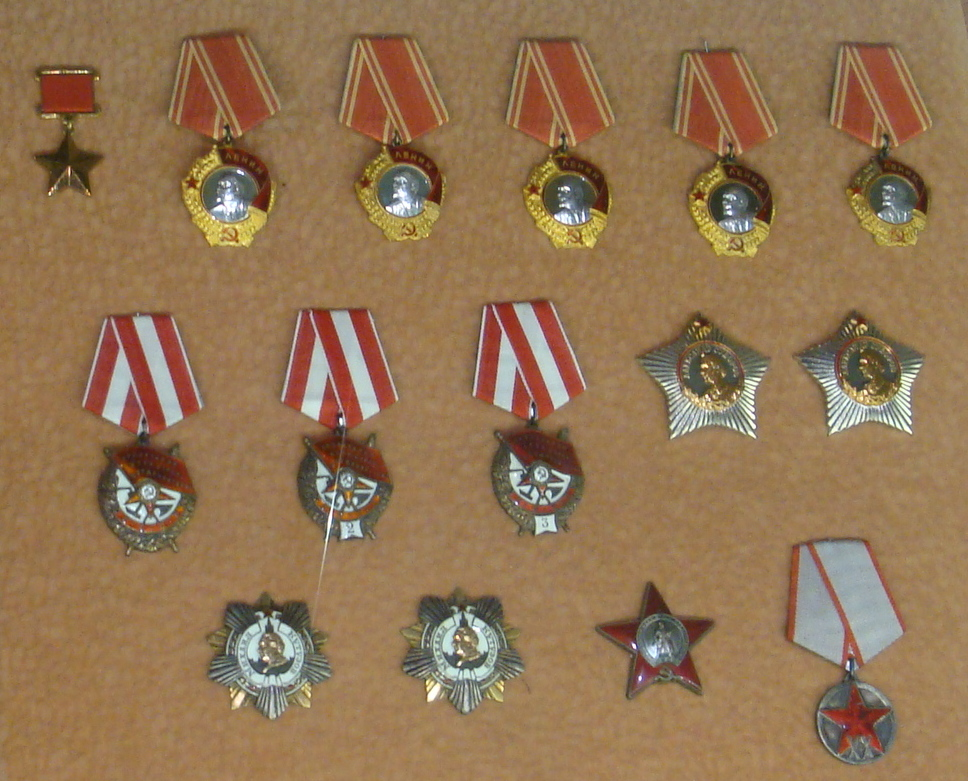
Награды М. М. Попова в Центральном музее Вооружённых Сил в Москве

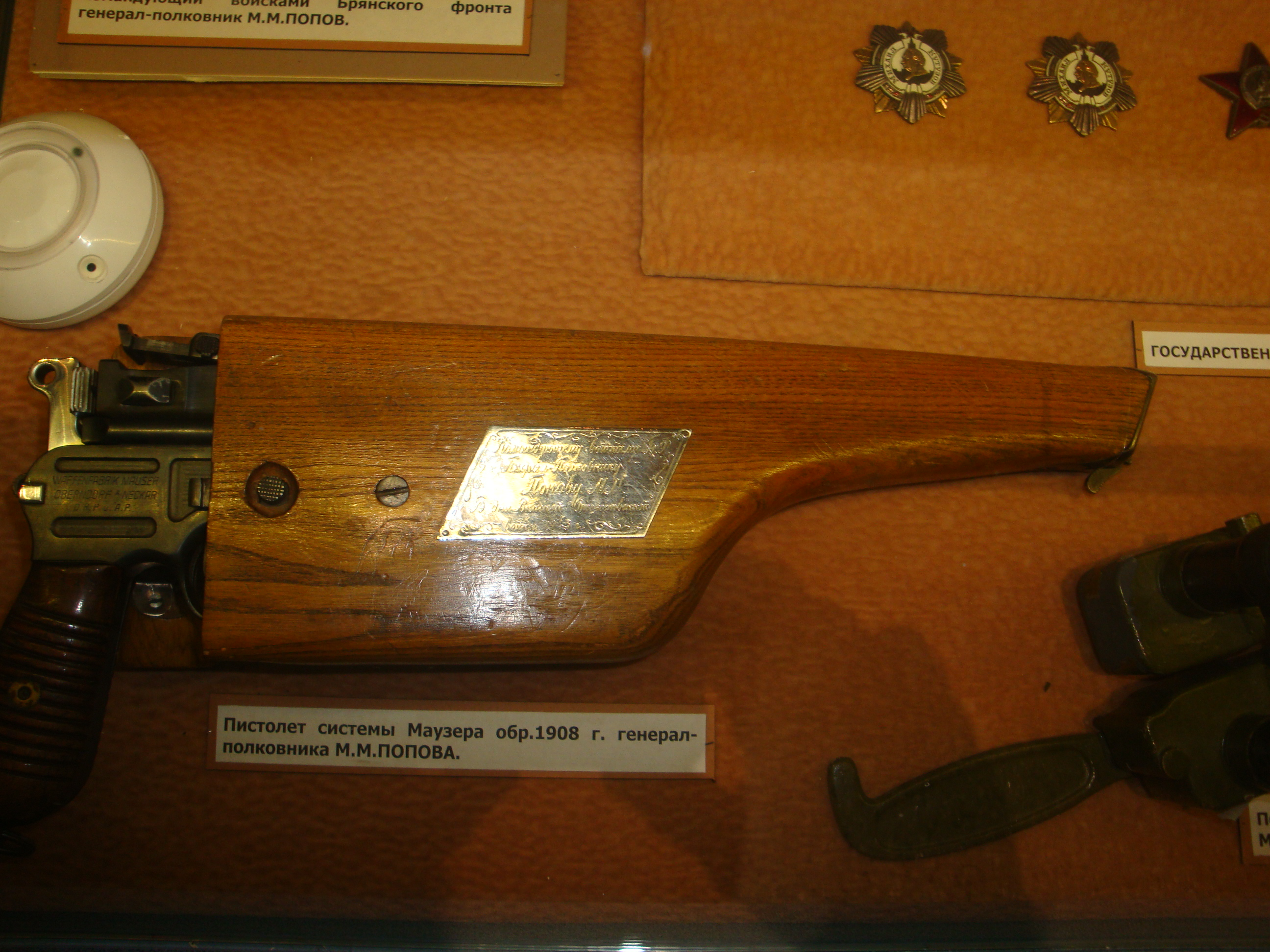
Наградной пистолет Попова М. М. системы «Маузер» в Центральном музее Вооружённых Сил в Москве

- Герой Советского Союза (07.05.1965);
- пять орденов Ленина (22.02.1941, 30.04.1945, 14.11.1952, 16.11.1962, 07.05.1965);
- три ордена Красного Знамени (5.10.1944, 03.11.1944, 02.09.1950);
- два ордена Суворова 1-й степени (28.01.1943, 27.08.1943);
- два ордена Кутузова 1-й степени (22.06.1944, 29.06.1945);
- орден Красной Звезды (22.02.1968);
- ряд медалей СССР;

иностранные ордена и медали
- Орден Белого льва «За Победу» 2-й степени (Чехословакия);
- Чехословацкий Военный крест 1939 года;
- Медаль «Китайско-советская дружба» (КНР).

## Память
В Симферополе улица имени генерала Попова (с упоминанием воинского звания) появилась 28 октября 1969 года. С начала прошлого века она именовалась улица Немецкая и пересекала Феодосийскую (ныне — проспект Кирова) в районе Куйбышевского рынка. После Великой Отечественной улицу переименовали, выбрав название Липовая. В 1969-м улице, по сведениям историка В. Полякова, дали название — Генерала Попова. Звание прибавили, чтобы жители не путали полководца с клоуном Олегом Поповым, получившим в тот год звание народного артиста СССР.

## Фильмография
- 1960 — Повесть пламенных лет — Военный консультант
- 1969 — На пути в Берлин — Военный консультант
- 1965-1967 — Война и мир — ‘’ Военный консультант ‘’

## Мемуары
- Попов М. М. 1. Попов М. М. // Оборона Ленинграда 1941—1944 : Воспоминания и дневники участников / отв. ред. А. М. Самсонов. — Л.: Наука, Ленинградское отделение, 1968. — 791 с. — 14 500 экз.
- Попов М. М. Южнее Сталинграда // Сталинградская эпопея. — М., 1968.
- Попов М. М. В наступлении // Битва за Сталинград.4-е издание. — Волгоград: Нижне-Волжское книжное издательство, 1973 — С.82-97.
- Попов М. М.. Курляндский «котёл» // Пароль — «Победа!» / составитель Я. Ф. Потехин. — Л.: Лениздат, 1969. — С. 583—596. — 648 с. — (Воспоминания и записки). — 90 000 экз.
- Попов М. М. Южнее Сталинграда // Военно-исторический журнал. — 1961. — № 2. — С.67-98.